# Udavské
Udavské – wieś (obec) na Słowacji położona w kraju preszowskim, w powiecie Humenné. Pierwsze wzmianki o miejscowości pochodzą z roku 1451.
Według danych z dnia 31 grudnia 2012, wieś zamieszkiwało 1217 osób, w tym 603 kobiety i 614 mężczyzn.
W 2001 roku rozkład populacji względem narodowości i przynależności etnicznej wyglądał następująco:
- Słowacy – 94,59%
- Czesi – 0,48%
- Polacy – 0,08%
- Rusini – 0,64%
- Ukraińcy – 0,88%
- Węgrzy – 0,32%

Ze względu na wyznawaną religię struktura mieszkańców kształtowała się w 2001 roku następująco:
- Katolicy rzymscy – 85,51%
- Grekokatolicy – 8,28%
- Ewangelicy – 0,4%
- Prawosławni – 0,88%
- Ateiści – 1,04%
- Nie podano – 3,82%